# Chiesa di San Bartolomeo Apostolo (Formigine)
La chiesa di San Bartolomeo Apostolo è la parrocchiale di Formigine, in provincia di Modena ed arcidiocesi di Modena-Nonantola; fa parte del vicariato della Pedemontana Ovest.

## Storia

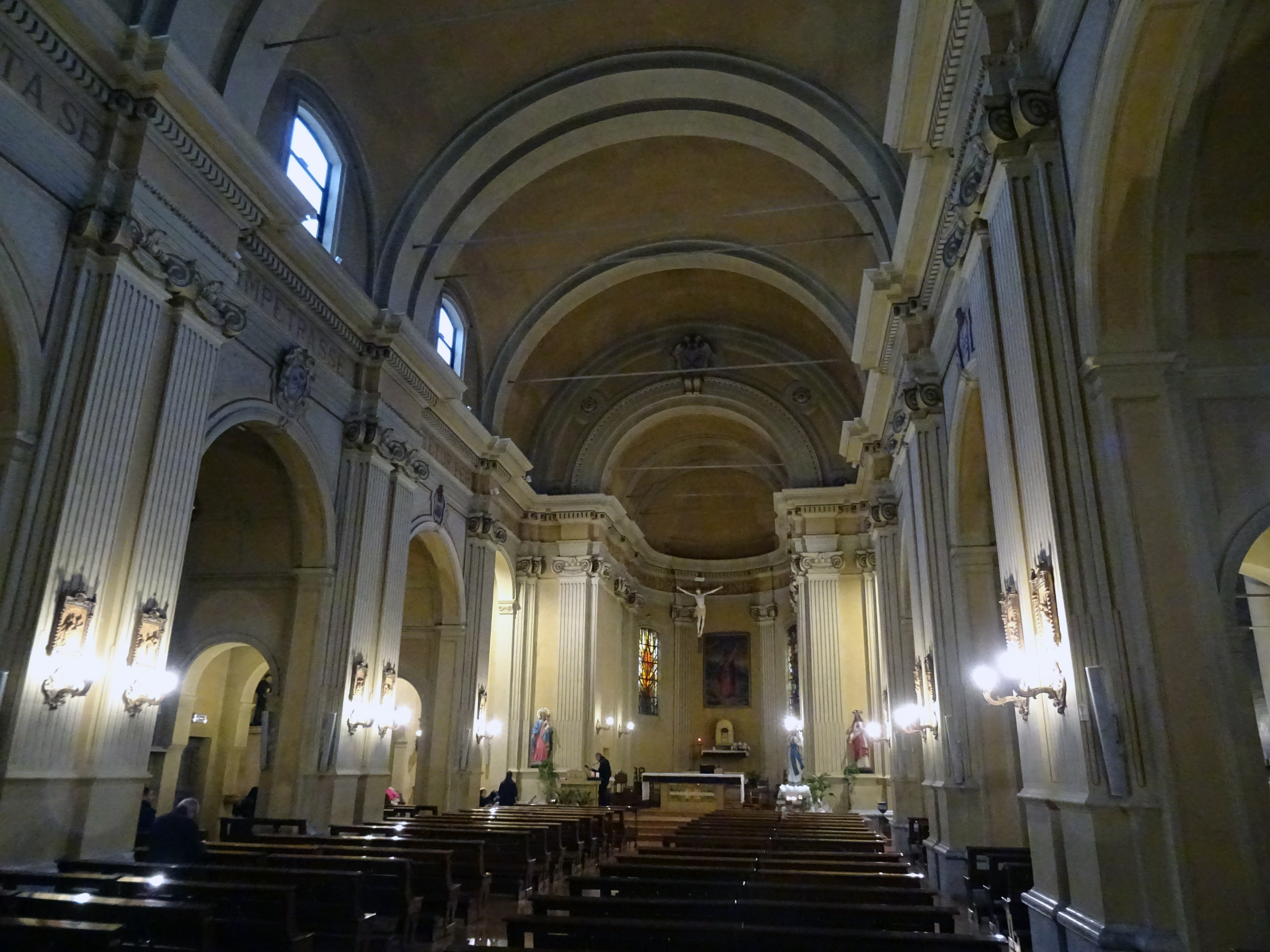
Interno

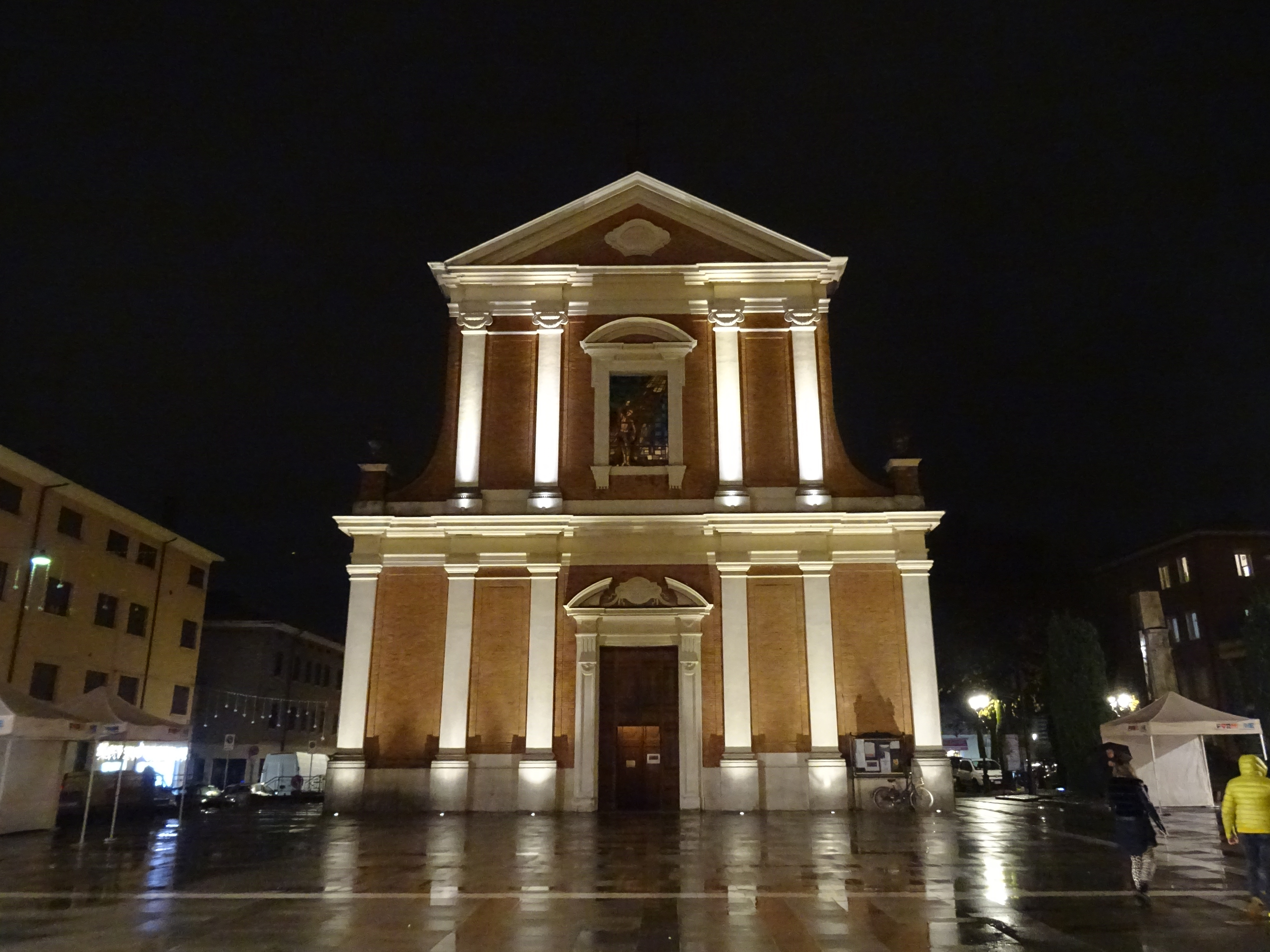
La chiesa illuminata di notte

Si sa che a Formigine esisteva una chiesa dedicata a San Bartolomeo già nel Trecento. Nel XVI secolo la parrocchialità fu trasferita presso la quattrocentesca chiesa di San Rocco, che venne contestualmente ridedicata a San Bartolomeo. Questo edificio fu ristrutturato ed ampliato nel 1688. La chiesa venne riedificata nel 1727 e benedetta nel 1735. Nel 1740 fu eretto il campanile, il quale subì importanti lavori di restauro nel 1810 ed abbellito nel 1842. La facciata rimase incompiuta sino al 1911, anno in cui fu completata su progetto di Carlo Castiglione. Nel 1945, i bombardamenti aerei americani danneggiarono gravemente la chiesa, e, pertanto, si rese necessario un importante lavoro di ristrutturazione.

## Interno
Opere di pregio custodite all'interno della chiesa sono una pala raffigurante i Santi Mauro e Antonio Abate, l'ovale del paliotto con un dipinto di Sant'Antonio Abate, opera di Giovan Maria Cioni, un'altra pala del 1737, il cui soggetto è San Francesco riceve le stimmate, e il crocifisso dell'altar maggiore.